# Samuel Oton Sidin
Samuel Oton Sidin OFM Cap. (ur. 12 grudnia 1954 w Pontianak) – indonezyjski duchowny katolicki, biskup diecezjalny Sintang od 2017.

## Życiorys
Święcenia kapłańskie otrzymał 1 lipca 1984 w zakonie kapucynów. Był m.in. wicemistrzem i mistrzem zakonnego nowicjatu, dyrektorem zakonnego domu Rumah Pelangi oraz proboszczem zakonnej parafii w Dżakarcie. Przez kilka kadencji kierował także indonezyjską prowincją kapucynów.
21 grudnia 2016 papież Franciszek mianował go biskupem diecezjalnym Sintang. Sakry udzielił mu 22 marca 2017 arcybiskup Agustinus Agus.